# Phyllocnistis wygodzinskyi
Phyllocnistis wygodzinskyi là một loài bướm đêm thuộc họ Gracillariidae, known from Argentina. Nó được miêu tả bởi E.M. Hering năm 1958. Ấu trùng ăn Asteraceae species. Chúng có thể ăn lá nơi chúng làm tổ.